# 烏丸資董
烏丸資董（からすまる もとすみ、安永元年（1772年）9月15日 - 文化11年（1814年）5月20日）は、江戸時代後期の公卿。

## 官歴
- 安永3年（1774年）：従五位下
- 天明3年（1783年）：従五位上、侍従
- 天明6年（1786年）：正五位下
- 寛政4年（1792年）：正五位上、右少弁、補蔵人
- 寛政5年（1793年）：御祈奉行、賀茂上下社奉行
- 寛政6年（1794年）：中宮大進
- 寛政8年（1796年）：左少弁、右衛門権佐
- 寛政10年（1798年）：右中弁
- 寛政11年（1799年）：従四位上、補蔵人頭、左中弁
- 文化元年（1804年）：造興福寺長官、従三位、参議、左大弁
- 文化3年（1806年）：踏歌節会外弁
- 文化4年（1807年）：正三位
- 文化5年（1808年）：権中納言
- 文化7年（1808年）：従二位
- 文化8年（1809年）：賀茂上下社伝奏
- 文化10年（1811年）：権大納言
- 文化11年（1812年）：正二位

## 系譜
- 父：烏丸光祖
- 養子：烏丸光政（勘解由小路資善の子）